# LXX. Armeekorps
LXX. Armeekorps var en tysk armékår under andra världskriget. Kåren sattes upp den 25 januari 1943.

## Befälhavare
Kårens befälhavare:
- General der Gebirgstruppen Valentin Feuerstein  25 januari 1943–1 juni 1943
- General der Artillerie Hermann Tittel  1 juni 1943–7 maj 1945

Stabschef:
- Oberstleutnant Kurt Ritgen  25 januari 1943–1 juni 1943
- Oberst Fritz Wunderlich  1 juni 1943–7 maj 1945